# Egnach
Egnach is een gemeente en plaats in het Zwitserse kanton Thurgau, en maakt deel uit van het district Arbon.
Egnach telt 4248 inwoners.

## Geboren
- Konrad Stäheli (1866-1931), schutter, Olympisch kampioen